# Peter Oakley
Peter Oakley (20. srpna 1927 – 23. března 2014) byl anglický penzista, youtuber a internetová osobnost. Svá videa zveřejňoval pod pseudonymem geriatric1927. V srpnu 2006 se proslavil svým youtubovým debutem, kdy natočil sérii Telling it all. Jednalo se o pěti až desetiminutová autobiografická videa. Rozebíral v nich věci ze svého života, například, že za druhé světové války sloužil jako radarový mechanik, dále celoživotní lásku k motocyklům, život vdovce a důchodce.

## Kariéra
Po svém mediálním vzestupu byl často zván do rozhovorů. Jakékoliv mediální pozornosti se snažil vyhýbat, a proto komunikoval výhradně přes YouTube. K rozhovoru svolil až v roce 2007 na stanici BBC.
V polovině roku 2006 byl nejodebíranějším kanálem na YouTube, jen 28 dní po dosažení tohoto statusu ho předstihla Lonelygirl15, která jako první dosáhla 20 000 odběratel. Jeho vzestup na první místo proběhl za něco málo přes týden. Přitom vytlačil uživatele, kteří se na stránce pohybovali od jejího spuštění, včetně Brooke Brodack. V listopadu téhož roku dosáhl 30 000 odběratelů. Je také držitelem rekordu za to, že jako první uživatel na YouTube dosáhl milníku 25 000 odběratel. Mezi lety 2006 a 2014 nahrál 434 videí, která se týkala několika témat od vzpomínek na dětství až po založení účtu Google. V roce 2009 také založil druhý kanál věnovaný hudbě, Geriatric1927Blues. Jeho hlavní kanál dosáhl milníku 100 000 odběratelů až posmrtně v lednu 2023.
Později mu byla diagnostikována rakovina, jejíž léčba byla velmi obtížná. Své poslední video zveřejnil 12. února 2014. Zemřel o měsíc později, ráno 23. března 2014, ve věku 86 let.